# Danh sách huấn luyện viên hiện tại của Premier League và English Football League

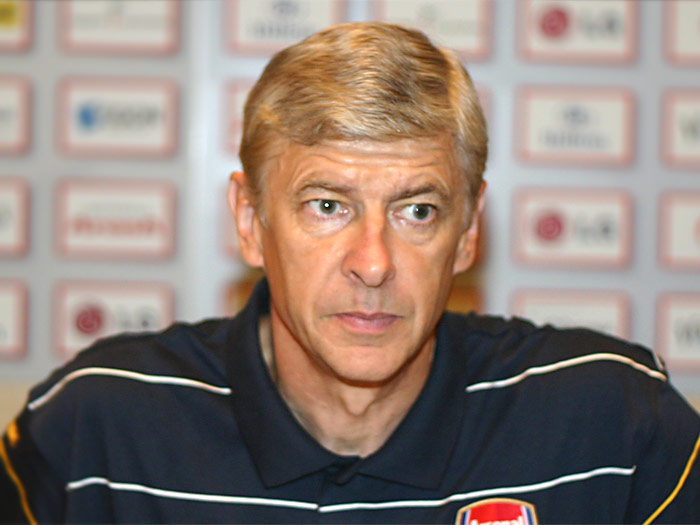
Arsène Wenger là huấn luyện viên hiện tại có khoảng thời gian lâu nhất tại bóng đá Anh.

Có 92 câu lạc bộ bóng đá tại bốn giải bóng đá hàng đầu nước Anh, tất cả có một quản lý, hoặc đồng quản lý, đôi khi còn được gọi thay thế với chức danh huấn luyện viên trưởng. Premier League và Football League là các giải chuyên nghiệp duy nhất của Anh. Premier League bao gồm 20 câu lạc bộ cao nhất trong  hệ thống các giải bóng đá Anh. 72 câu lạc bộ còn lại chia làm ba hạng của Football League: Championship, League One, và League Two.
Thỉnh thoảng các quản lý có thời gian tham quyền trước khi được nắm quyền lâu dài; nếu có thì sẽ được in nghiêng. Một vài huấn luyện viên dẫn dắt hơn một lần ở câu lạc bộ hiện tại hoặc dẫn dắt nhiều hơn một câu lạc bộ, tuy nhiên thời gian chỉ tính từ lần bổ nhiệm gần nhất bởi câu lạc bộ gần nhất. Chỉ có hai huấn luyện viên có hơn 10 ở công việc hiện tại. Danh sách dưới đây bao gồm tất cả các huấn luyện viên hiện tại của Premier League và The Football League, xếp theo thời gian bổ nhiệm
Arsène Wenger, huấn luyện viên của đội Premier League Arsenal từ tháng 10 năm 1996, là huấn luyện viên hiện tại có thời gian dẫn dắt dài nhất tại giải chuyên nghiệp Anh. Người thứ hai là Paul Tisdale, đang dẫn dắt Exeter City (hiện đang thi đấu tại League Two) từ tháng 8 năm 2006, khi họ còn là một câu lạc bộ ở Conference. Wenger và Tisdale là huấn luyện viên duy nhất của bóng đá Anh dẫn dắt cùng một đội bóng từ trước năm 2010.

## Huấn luyện viên
| Tên                     | QT               | Ngày sinh            | CLB                     | Hạng           | Bổ nhiệm             | Thời gian làm HLV | Nguồn                   |
| ----------------------- | ---------------- | -------------------- | ----------------------- | -------------- | -------------------- | ----------------- | ----------------------- |
| Arsène Wenger           | Pháp             | 22 tháng 10 năm 1949 | Arsenal                 | Premier League | 1 tháng 10 năm 1996  | 28 năm, 174 ngày  | [ 1 ]                   |
| Paul Tisdale            | Anh              | 14 tháng 1 năm 1973  | Exeter City             | League Two     | 26 tháng 6 năm 2006  | 18 năm, 271 ngày  | [ 2 ]                   |
| Karl Robinson           | Anh              | 13 tháng 9 năm 1980  | Milton Keynes Dons      | League One     | 10 tháng 5 năm 2010  | 14 năm, 318 ngày  | [ 3 ]                   |
| Paul Hurst              | Anh              | 25 tháng 9 năm 1974  | Grimsby Town            | League Two     | 23 tháng 3 năm 2011  | 14 năm, 1 ngày    | [ 4 ] [ 5 ]             |
| Jim Bentley             | Anh              | 11 tháng 6 năm 1976  | Morecambe               | League Two     | 13 tháng 5 năm 2011  | 13 năm, 315 ngày  | [ 6 ]                   |
| Steve Davis             | Anh              | 26 tháng 7 năm 1965  | Crewe Alexandra         | League Two     | 10 tháng 11 năm 2011 | 13 năm, 134 ngày  | [ 7 ]                   |
| Gareth Ainsworth        | Anh              | 10 tháng 5 năm 1973  | Wycombe Wanderers       | League Two     | 24 tháng 9 năm 2012  | 12 năm, 181 ngày  | [ 8 ] [ 9 ]             |
| Neal Ardley             | Anh              | 1 tháng 9 năm 1972   | AFC Wimbledon           | League One     | 10 tháng 10 năm 2012 | 12 năm, 165 ngày  | [ 10 ]                  |
| Eddie Howe              | Anh              | 29 tháng 11 năm 1977 | Bournemouth             | Premier League | 12 tháng 10 năm 2012 | 12 năm, 162 ngày  | [ 11 ]                  |
| Sean Dyche              | Anh              | 28 tháng 6 năm 1971  | Burnley                 | Premier League | 30 tháng 10 năm 2012 | 12 năm, 145 ngày  | [ 12 ]                  |
| Mick McCarthy           | Cộng hòa Ireland | 7 tháng 2 năm 1959   | Ipswich Town            | Championship   | 1 tháng 11 năm 2012  | 12 năm, 143 ngày  | [ 13 ]                  |
| Keith Hill              | Anh              | 17 tháng 5 năm 1969  | Rochdale                | League One     | 22 tháng 1 năm 2013  | 12 năm, 61 ngày   | [ 14 ]                  |
| Simon Grayson           | Anh              | 19 tháng 12 năm 1969 | Preston North End       | Championship   | 18 tháng 2 năm 2013  | 12 năm, 34 ngày   | [ 15 ]                  |
| Phil Brown              | Anh              | 30 tháng 5 năm 1959  | Southend United         | League One     | 25 tháng 3 năm 2013  | 11 năm, 364 ngày  | [ 16 ]                  |
| Mark Hughes             | Wales            | 1 tháng 11 năm 1963  | Stoke City              | Premier League | 30 tháng 5 năm 2013  | 11 năm, 298 ngày  | [ 17 ]                  |
| Aitor Karanka           | Tây Ban Nha      | 18 tháng 9 năm 1973  | Middlesbrough           | Premier League | 13 tháng 11 năm 2013 | 11 năm, 131 ngày  | [ 18 ]                  |
| David Flitcroft         | Anh              | 14 tháng 1 năm 1974  | Bury                    | League One     | 9 tháng 12 năm 2013  | 11 năm, 105 ngày  | [ 19 ]                  |
| Martin Allen            | Anh              | 14 tháng 8 năm 1965  | Barnet                  | League Two     | 19 tháng 3 năm 2014  | 11 năm, 5 ngày    | [ 20 ]                  |
| Darrell Clarke          | Anh              | 16 tháng 12 năm 1977 | Bristol Rovers          | League One     | 28 tháng 3 năm 2014  | 10 năm, 361 ngày  | [ 21 ]                  |
| Micky Mellon            | Scotland         | 18 tháng 3 năm 1972  | Shrewsbury Town         | League One     | 12 tháng 5 năm 2014  | 10 năm, 316 ngày  | [ 22 ]                  |
| Mauricio Pochettino     | Argentina        | 2 tháng 3 năm 1972   | Tottenham Hotspur       | Premier League | 27 tháng 5 năm 2014  | 10 năm, 301 ngày  | [ 23 ]                  |
| Michael Appleton        | Anh              | 4 tháng 12 năm 1975  | Oxford United           | League One     | 4 tháng 7 năm 2014   | 10 năm, 263 ngày  | [ 24 ]                  |
| John Coleman            | Anh              | 12 tháng 10 năm 1962 | Accrington Stanley      | League Two     | 18 tháng 9 năm 2014  | 10 năm, 187 ngày  | [ 25 ]                  |
| Keith Curle             | Anh              | 14 tháng 11 năm 1963 | Carlisle United         | League Two     | 19 tháng 9 năm 2014  | 10 năm, 186 ngày  | [ 26 ]                  |
| Gary Rowett             | Anh              | 6 tháng 3 năm 1974   | Birmingham City         | Championship   | 27 tháng 10 năm 2014 | 10 năm, 148 ngày  | [ 27 ]                  |
| Adam Murray             | Anh              | 30 tháng 9 năm 1981  | Mansfield Town          | League Two     | 21 tháng 11 năm 2014 | 10 năm, 123 ngày  | [ 28 ]                  |
| Chris Hughton           | Cộng hòa Ireland | 11 tháng 12 năm 1958 | Brighton & Hove Albion  | Championship   | 31 tháng 12 năm 2014 | 10 năm, 83 ngày   | [ 29 ]                  |
| Tony Pulis              | Wales            | 16 tháng 1 năm 1958  | West Bromwich Albion    | Premier League | 1 tháng 1 năm 2015   | 10 năm, 82 ngày   | [ 30 ]                  |
| Alan Pardew             | Anh              | 18 tháng 7 năm 1961  | Crystal Palace          | Premier League | 3 tháng 1 năm 2015   | 10 năm, 80 ngày   | [ 31 ]                  |
| Alex Neil               | Scotland         | 9 tháng 6 năm 1981   | Norwich City            | Championship   | 9 tháng 1 năm 2015   | 10 năm, 74 ngày   | [ 32 ]                  |
| Justin Edinburgh        | Anh              | 18 tháng 12 năm 1969 | Gillingham              | League One     | 7 tháng 2 năm 2015   | 10 năm, 45 ngày   | [ 33 ]                  |
| Tony Mowbray            | Anh              | 22 tháng 11 năm 1963 | Coventry City           | League One     | 3 tháng 3 năm 2015   | 10 năm, 21 ngày   | [ 34 ]                  |
| Neil Harris             | Anh              | 12 tháng 7 năm 1977  | Millwall                | League One     | 10 tháng 3 năm 2015  | 10 năm, 14 ngày   | [ 35 ] [ 36 ]           |
| Gary Johnson            | Anh              | 28 tháng 9 năm 1955  | Cheltenham Town         | League Two     | 30 tháng 3 năm 2015  | 9 năm, 359 ngày   | [ 37 ]                  |
| Gary Caldwell           | Scotland         | 12 tháng 4 năm 1982  | Wigan Athletic          | Championship   | 7 tháng 4 năm 2015   | 9 năm, 351 ngày   | [ 38 ]                  |
| Paul Cook               | Anh              | 22 tháng 2 năm 1967  | Portsmouth              | League Two     | 12 tháng 5 năm 2015  | 9 năm, 316 ngày   | [ 39 ]                  |
| Slaven Bilić            | Croatia          | 11 tháng 9 năm 1968  | West Ham United         | Premier League | 9 tháng 6 năm 2015   | 9 năm, 288 ngày   | [ 40 ]                  |
| Derek Adams             | Scotland         | 25 tháng 6 năm 1975  | Plymouth Argyle         | League Two     | 11 tháng 6 năm 2015  | 9 năm, 286 ngày   | [ 41 ]                  |
| Carlos Carvalhal        | Bồ Đào Nha       | 4 tháng 12 năm 1965  | Sheffield Wednesday     | Championship   | 30 tháng 6 năm 2015  | 9 năm, 267 ngày   | [ 42 ]                  |
| Claudio Ranieri         | Ý                | 20 tháng 10 năm 1951 | Leicester City          | Premier League | 13 tháng 7 năm 2015  | 9 năm, 254 ngày   | [ 43 ]                  |
| Jürgen Klopp            | Đức              | 16 tháng 6 năm 1967  | Liverpool               | Premier League | 8 tháng 10 năm 2015  | 9 năm, 167 ngày   | [ 44 ]                  |
| Darren Ferguson         | Scotland         | 9 tháng 2 năm 1972   | Doncaster Rovers        | League Two     | 16 tháng 10 năm 2015 | 9 năm, 157 ngày   | [ 45 ]                  |
| David Wagner            | Hoa Kỳ           | 19 tháng 10 năm 1971 | Huddersfield Town       | Championship   | 9 tháng 11 năm 2015  | 9 năm, 135 ngày   | [ 47 ]                  |
| Shaun Derry             | Anh              | 6 tháng 12 năm 1977  | Cambridge United        | League Two     | 12 tháng 11 năm 2015 | 9 năm, 132 ngày   | [ 48 ]                  |
| Dean Smith              | Anh              | 19 tháng 3 năm 1971  | Brentford               | Championship   | 30 tháng 11 năm 2015 | 9 năm, 114 ngày   | [ 49 ]                  |
| Darren Way              | Anh              | 21 tháng 11 năm 1979 | Yeovil Town             | League Two     | 1 tháng 12 năm 2015  | 9 năm, 113 ngày   | [ 50 ] [ 51 ]           |
| Jimmy Floyd Hasselbaink | Hà Lan           | 27 tháng 3 năm 1972  | Queens Park Rangers     | Championship   | 4 tháng 12 năm 2015  | 9 năm, 110 ngày   | [ 52 ]                  |
| Nigel Clough            | Anh              | 19 tháng 3 năm 1966  | Burton Albion           | Championship   | 7 tháng 12 năm 2015  | 9 năm, 107 ngày   | [ 53 ]                  |
| Danny Wilson            | Bắc Ireland      | 1 tháng 1 năm 1960   | Chesterfield            | League One     | 24 tháng 12 năm 2015 | 9 năm, 90 ngày    | [ 54 ]                  |
| Slaviša Jokanović       | Serbia           | 16 tháng 8 năm 1968  | Fulham                  | Championship   | 27 tháng 12 năm 2015 | 9 năm, 87 ngày    | [ 55 ]                  |
| Luke Williams           | Anh              | 1980                 | Swindon Town            | League One     | 29 tháng 12 năm 2015 | 9 năm, 85 ngày    | [ 56 ] [ 57 ]           |
| Nathan Jones            | Wales            | 28 tháng 5 năm 1973  | Luton Town              | League Two     | 6 tháng 1 năm 2016   | 9 năm, 77 ngày    | [ 58 ]                  |
| Warren Feeney           | Bắc Ireland      | 17 tháng 1 năm 1981  | Newport County          | League Two     | 15 tháng 1 năm 2016  | 9 năm, 68 ngày    | [ 59 ]                  |
| Francesco Guidolin      | Ý                | 3 tháng 10 năm 1955  | Swansea City            | Premier League | 18 tháng 1 năm 2016  | 9 năm, 65 ngày    | [ 60 ]                  |
| Darren Sarll            | Anh              | 2 tháng 2 năm 1983   | Stevenage               | League Two     | 1 tháng 2 năm 2016   | 9 năm, 51 ngày    | [ 61 ] [ 62 ]           |
| Lee Johnson             | Anh              | 7 tháng 6 năm 1981   | Bristol City            | Championship   | 6 tháng 2 năm 2016   | 9 năm, 46 ngày    | [ 63 ]                  |
| Paul Heckingbottom      | Anh              | 17 tháng 7 năm 1977  | Barnsley                | Championship   | 6 tháng 2 năm 2016   | 9 năm, 46 ngày    | [ 63 ] [ 64 ]           |
| Craig Hignett           | Anh              | 12 tháng 1 năm 1970  | Hartlepool United       | League Two     | 10 tháng 2 năm 2016  | 9 năm, 42 ngày    | [ 65 ]                  |
| Jon Whitney             | Anh              | 23 tháng 12 năm 1970 | Walsall                 | League One     | 7 tháng 3 năm 2016   | 9 năm, 17 ngày    | [ 66 ] [ 67 ]           |
| Rafael Benítez          | Tây Ban Nha      | 16 tháng 4 năm 1960  | Newcastle United        | Championship   | 11 tháng 3 năm 2016  | 9 năm, 13 ngày    | [ 68 ]                  |
| Graham Alexander        | Scotland         | 10 tháng 10 năm 1971 | Scunthorpe United       | League One     | 22 tháng 3 năm 2016  | 9 năm, 2 ngày     | [ 69 ]                  |
| Andy Hessenthaler       | Anh              | 17 tháng 8 năm 1965  | Leyton Orient           | League Two     | 12 tháng 4 năm 2016  | 8 năm, 346 ngày   | [ 70 ] [ 71 ]           |
| Grant McCann            | Bắc Ireland      | 15 tháng 4 năm 1980  | Peterborough United     | League One     | 23 tháng 4 năm 2016  | 8 năm, 335 ngày   | [ 72 ] [ 73 ]           |
| Dermot Drummy           | Anh              | 16 tháng 1 năm 1961  | Crawley Town            | League Two     | 27 tháng 4 năm 2016  | 8 năm, 331 ngày   | [ 74 ]                  |
| John McGreal            | Anh              | 2 tháng 6 năm 1972   | Colchester United       | League Two     | 4 tháng 5 năm 2016   | 8 năm, 324 ngày   | [ 75 ]                  |
| Chris Wilder            | Anh              | 23 tháng 9 năm 1967  | Sheffield United        | League One     | 12 tháng 5 năm 2016  | 8 năm, 316 ngày   | [ 76 ]                  |
| Paul Trollope           | Wales            | 3 tháng 6 năm 1972   | Cardiff City            | Championship   | 18 tháng 5 năm 2016  | 8 năm, 310 ngày   | [ 77 ]                  |
| Rob Page                | Wales            | 3 tháng 9 năm 1974   | Northampton Town        | League One     | 19 tháng 5 năm 2016  | 8 năm, 309 ngày   | [ 78 ]                  |
| José Mourinho           | Bồ Đào Nha       | 26 tháng 1 năm 1963  | Manchester United       | Premier League | 27 tháng 5 năm 2016  | 8 năm, 301 ngày   | [ 79 ]                  |
| John Sheridan           | Cộng hòa Ireland | 1 tháng 10 năm 1964  | Notts County            | League Two     | 27 tháng 5 năm 2016  | 8 năm, 301 ngày   | [ 80 ]                  |
| Nigel Pearson           | Anh              | 21 tháng 8 năm 1963  | Derby County            | Championship   | 27 tháng 5 năm 2016  | 8 năm, 301 ngày   | [ 81 ]                  |
| Alan Stubbs             | Anh              | 6 tháng 10 năm 1971  | Rotherham United        | Championship   | 1 tháng 6 năm 2016   | 8 năm, 296 ngày   | [ 82 ]                  |
| Gary Bowyer             | Anh              | 26 tháng 6 năm 1971  | Blackpool               | League Two     | 1 tháng 6 năm 2016   | 8 năm, 296 ngày   | [ 83 ]                  |
| Garry Monk              | Anh              | 6 tháng 3 năm 1979   | Leeds United            | Championship   | 2 tháng 6 năm 2016   | 8 năm, 295 ngày   | [ 84 ]                  |
| Owen Coyle              | Cộng hòa Ireland | 14 tháng 7 năm 1966  | Blackburn Rovers        | Championship   | 2 tháng 6 năm 2016   | 8 năm, 295 ngày   | [ 85 ]                  |
| Roberto Di Matteo       | Ý                | 29 tháng 5 năm 1970  | Aston Villa             | Championship   | 2 tháng 6 năm 2016   | 8 năm, 295 ngày   | [ 86 ]                  |
| Russell Slade           | Anh              | 10 tháng 10 năm 1960 | Charlton Athletic       | League One     | 6 tháng 6 năm 2016   | 8 năm, 291 ngày   | [ 87 ]                  |
| Phil Parkinson          | Anh              | 1 tháng 12 năm 1967  | Bolton Wanderers        | League One     | 10 tháng 6 năm 2016  | 8 năm, 287 ngày   | [ 88 ]                  |
| Jaap Stam               | Hà Lan           | 17 tháng 7 năm 1972  | Reading                 | Championship   | 13 tháng 6 năm 2016  | 8 năm, 284 ngày   | [ 89 ]                  |
| Ronald Koeman           | Hà Lan           | 21 tháng 3 năm 1963  | Everton                 | Premier League | 14 tháng 6 năm 2016  | 8 năm, 283 ngày   | [ 90 ]                  |
| Stuart McCall           | Scotland         | 10 tháng 6 năm 1964  | Bradford City           | League One     | 20 tháng 6 năm 2016  | 8 năm, 277 ngày   | [ 91 ]                  |
| Bruno Ribeiro           | Bồ Đào Nha       | 22 tháng 10 năm 1975 | Port Vale               | League One     | 20 tháng 6 năm 2016  | 8 năm, 277 ngày   | [ 92 ]                  |
| Philippe Montanier      | Pháp             | 15 tháng 11 năm 1964 | Nottingham Forest       | Championship   | 27 tháng 6 năm 2016  | 8 năm, 270 ngày   | [ 93 ]                  |
| Claude Puel             | Pháp             | 2 tháng 9 năm 1961   | Southampton             | Premier League | 30 tháng 6 năm 2016  | 8 năm, 267 ngày   | [ 94 ]                  |
| Pep Guardiola           | Tây Ban Nha      | 18 tháng 1 năm 1971  | Manchester City         | Premier League | 1 tháng 7 năm 2016   | 8 năm, 266 ngày   | [ 95 ]                  |
| Walter Mazzarri         | Ý                | 1 tháng 10 năm 1961  | Watford                 | Premier League | 1 tháng 7 năm 2016   | 8 năm, 266 ngày   | [ 96 ]                  |
| Antonio Conte           | Ý                | 31 tháng 7 năm 1969  | Chelsea                 | Premier League | 3 tháng 7 năm 2016   | 8 năm, 264 ngày   | [ 97 ]                  |
| Steve Robinson          | Bắc Ireland      | 10 tháng 12 năm 1974 | Oldham Athletic         | League One     | 9 tháng 7 năm 2016   | 8 năm, 258 ngày   | [ 98 ]                  |
| Mike Phelan             | Anh              | 24 tháng 9 năm 1962  | Hull City               | Premier League | 22 tháng 7 năm 2016  | 8 năm, 245 ngày   | [ 99 ] [ 100 ]          |
| David Moyes             | Scotland         | 25 tháng 4 năm 1963  | Sunderland              | Premier League | 23 tháng 7 năm 2016  | 8 năm, 244 ngày   | [ 101 ]                 |
| Walter Zenga            | Ý                | 28 tháng 4 năm 1960  | Wolverhampton Wanderers | Championship   | 30 tháng 7 năm 2016  | 8 năm, 237 ngày   | [ 102 ]                 |
| Uwe Rösler              | Đức              | 15 tháng 11 năm 1968 | Fleetwood Town          | League One     | 30 tháng 7 năm 2016  | 8 năm, 237 ngày   | [ 103 ]                 |
| Neil Warnock            | Anh              | 1 tháng 12 năm 1948  | Cardiff City            | Championship   | 5 tháng 10 năm 2016  | 8 năm, 170 ngày   | [ 104 ]                 |
| Steve Bruce             | Anh              | 31 tháng 12 năm 1960 | Aston Villa             | Championship   | 12 tháng 10 năm 2016 | 8 năm, 163 ngày   | [ 105 ]                 |
| Paul Hurst              | Anh              | 25 tháng 9 năm 1974  | Shrewsbury Town         | League One     | 24 tháng 10 năm 2016 | 8 năm, 151 ngày   | [ 106 ]                 |
| Ian Holloway            | Anh              | 12 tháng 3 năm 1963  | Queens Park Rangers     | Championship   | 11 tháng 11 năm 2016 | 8 năm, 133 ngày   | [ 107 ]                 |
| Steve Evans             | Scotland         | 30 tháng 10 năm 1962 | Mansfield Town          | League Two     | 16 tháng 11 năm 2016 | 8 năm, 128 ngày   | [ 108 ]                 |
| Karl Robinson           | Anh              | 13 tháng 9 năm 1980  | Charlton Athletic       | League One     | 24 tháng 11 năm 2016 | 8 năm, 120 ngày   | [ 109 ]                 |
| Paul Warne              | Anh              | 8 tháng 5 năm 1973   | Rotherham United        | League One     | 28 tháng 11 năm 2016 | 8 năm, 116 ngày   | [ 110 ] [ 111 ] [ 112 ] |
| Robbie Neilson          | Scotland         | 19 tháng 6 năm 1980  | Milton Keynes Dons      | League One     | 3 tháng 12 năm 2016  | 8 năm, 111 ngày   | [ 113 ]                 |
| Paul Clement            | Anh              | 8 tháng 1 năm 1972   | Swansea City            | Premier League | 3 tháng 1 năm 2017   | 8 năm, 80 ngày    | [ 114 ]                 |
| David Artell            | Gibraltar        | 22 tháng 11 năm 1980 | Crewe Alexandra         | League Two     | 8 tháng 1 năm 2017   | 8 năm, 75 ngày    | [ 115 ]                 |
| Kevin Nolan ‡           | Anh              | 24 tháng 6 năm 1982  | Notts County            | League Two     | 12 tháng 1 năm 2017  | 8 năm, 71 ngày    | [ 116 ] [ 117 ]         |
| Lee Clark               | Anh              | 27 tháng 10 năm 1972 | Bury                    | League One     | 15 tháng 2 năm 2017  | 8 năm, 37 ngày    | [ 118 ]                 |
| Tony Mowbray            | Anh              | 22 tháng 11 năm 1963 | Blackburn Rovers        | League One     | 22 tháng 2 năm 2017  | 8 năm, 30 ngày    | [ 119 ]                 |
| Craig Shakespeare       | Anh              | 26 tháng 10 năm 1963 | Leicester City          | Premier League | 23 tháng 2 năm 2017  | 8 năm, 29 ngày    | [ 120 ] [ 121 ] [ 122 ] |
| Mark Robins             | Anh              | 22 tháng 12 năm 1969 | Coventry City           | League Two     | 6 tháng 3 năm 2017   | 8 năm, 18 ngày    | [ 123 ]                 |
| Michael Flynn           | Wales            | 17 tháng 10 năm 1980 | Newport County          | League Two     | 9 tháng 3 năm 2017   | 8 năm, 15 ngày    | [ 124 ] [ 125 ]         |
| Gary Rowett             | Anh              | 6 tháng 3 năm 1974   | Derby County            | Championship   | 14 tháng 3 năm 2017  | 8 năm, 10 ngày    | [ 126 ]                 |
| Mark Warburton          | Anh              | 6 tháng 9 năm 1962   | Nottingham Forest       | Championship   | 14 tháng 3 năm 2017  | 8 năm, 10 ngày    | [ 127 ]                 |
| Russell Slade           | Anh              | 10 tháng 10 năm 1960 | Grimsby Town            | League Two     | 12 tháng 4 năm 2017  | 7 năm, 346 ngày   | [ 128 ]                 |
| Rossi Eames             | Anh              | 27 tháng 1 năm 1985  | Barnet                  | League Two     | 15 tháng 4 năm 2017  | 7 năm, 343 ngày   | [ 129 ] [ 130 ]         |
| Harry Kewell            | Úc               | 22 tháng 9 năm 1978  | Crawley Town            | League Two     | 23 tháng 5 năm 2017  | 7 năm, 305 ngày   | [ 131 ]                 |
| Daniel Farke            | Đức              | 30 tháng 10 năm 1976 | Norwich City            | Championship   | 25 tháng 5 năm 2017  | 7 năm, 303 ngày   | [ 132 ]                 |
| Marco Silva             | Bồ Đào Nha       | 12 tháng 7 năm 1977  | Watford                 | Premier League | 27 tháng 5 năm 2017  | 7 năm, 301 ngày   | [ 133 ]                 |
| Paul Cook               | Anh              | 22 tháng 2 năm 1967  | Wigan Athletic          | League One     | 31 tháng 5 năm 2017  | 7 năm, 297 ngày   | [ 134 ]                 |
| Nuno Espírito Santo     | Bồ Đào Nha       | 25 tháng 1 năm 1974  | Wolverhampton Wanderers | Championship   | 31 tháng 5 năm 2017  | 7 năm, 297 ngày   | [ 135 ]                 |
| Kenny Jackett           | Wales            | 5 tháng 1 năm 1962   | Portsmouth              | League One     | 2 tháng 6 năm 2017   | 7 năm, 295 ngày   | [ 136 ]                 |
| David Flitcroft         | Anh              | 14 tháng 1 năm 1974  | Swindon Town            | League Two     | 5 tháng 6 năm 2017   | 7 năm, 292 ngày   | [ 137 ]                 |
| Leonid Slutsky          | Nga              | 4 tháng 5 năm 1971   | Hull City               | Championship   | 9 tháng 6 năm 2017   | 7 năm, 288 ngày   | [ 138 ]                 |
| Garry Monk              | Anh              | 6 tháng 3 năm 1979   | Middlesbrough           | Championship   | 9 tháng 6 năm 2017   | 7 năm, 288 ngày   | [ 139 ]                 |
| Thomas Christiansen     | Tây Ban Nha      | 11 tháng 3 năm 1973  | Leeds United            | Championship   | 15 tháng 6 năm 2017  | 7 năm, 282 ngày   | [ 140 ]                 |
| Mauricio Pellegrino     | Argentina        | 5 tháng 10 năm 1971  | Southampton             | Premier League | 23 tháng 6 năm 2017  | 7 năm, 274 ngày   | [ 141 ]                 |
| Simon Grayson           | Anh              | 19 tháng 12 năm 1969 | Sunderland              | Championship   | 29 tháng 6 năm 2017  | 7 năm, 268 ngày   | [ 142 ]                 |
| Pep Clotet              | Tây Ban Nha      | 28 tháng 4 năm 1977  | Oxford United           | League One     | 1 tháng 7 năm 2017   | 7 năm, 266 ngày   | [ 143 ]                 |
| Alex Neil               | Scotland         | 9 tháng 6 năm 1981   | Preston North End       | Championship   | 4 tháng 7 năm 2017   | 7 năm, 263 ngày   | [ 144 ]                 |
| Jimmy Floyd Hasselbaink | Hà Lan           | 27 tháng 3 năm 1972  | Northampton Town        | League One     | 4 tháng 9 năm 2017   | 7 năm, 201 ngày   | [ 145 ]                 |
| Roy Hodgson             | Anh              | 9 tháng 8 năm 1947   | Crystal Palace          | Premier League | 12 tháng 9 năm 2017  | 7 năm, 193 ngày   | [ 146 ]                 |
| Lee Carsley             | Cộng hòa Ireland | 28 tháng 2 năm 1974  | Birmingham City         | Championship   | 16 tháng 9 năm 2017  | 7 năm, 189 ngày   | [ 147 ]                 |
| Guy Branston            | Anh              | 9 tháng 1 năm 1979   | Chesterfield            | League Two     | 16 tháng 9 năm 2017  | 7 năm, 189 ngày   | [ 148 ]                 |
| David Kelly             | Cộng hòa Ireland | 25 tháng 11 năm 1965 | Port Vale               | League Two     | 16 tháng 9 năm 2017  | 7 năm, 189 ngày   | [ 149 ]                 |
| Chris Morgan            | Anh              | 9 tháng 11 năm 1977  | Port Vale               | League Two     | 16 tháng 9 năm 2017  | 7 năm, 189 ngày   | [ 149 ]                 |
| Vacant                  |                  |                      | Oldham Athletic         | League One     | 25 tháng 9 năm 2017  | 7 năm, 180 ngày   | [ 150 ]                 |
| Vacant                  |                  |                      | Gillingham              | League One     | 25 tháng 9 năm 2017  | 7 năm, 180 ngày   | [ 151 ]                 |